# Plinthisinae
Sous-famille
Synonymes
- Plinthisini Slater & Sweet, 1961[1]

Les Plinthisinae sont une sous-famille d'insectes hétéroptères (punaises) de la famille des Rhyparochromidae.

## Description
Il s'agit de punaises de petite taille (entre 1,1 et 4,5 mm, brillantes ou subbrillantes. Au sein des Rhyparochromidae, les Plinthisinae se distinguent par un pronotum légèrement rétréci en arrière des angles antérieurs, vers le deuxième tiers, au-delà duquel il s'élargit à nouveau. Les fémurs antérieurs sont fortement renflés et garni d'épines. Les ailes sont souvent très raccourcies, à la manière des staphylins, avec la moitié postérieure de l'abdomen découverte. Tous les stigmates abdominaux (ou spiracles) sont ventraux. Chez les femelles, les sternites (segments abdominaux ventraux) 4 et 5 sont séparés par une membrane, alors qu'ils sont fusionnés chez les Rhyparochrominae. La suture entre ces deux sternites est droite et atteint le bord de l'abdomen. Les mâles ont un organe stridulatoire entre l'aile postérieure et le premier tergite de l'abdomen. Comme les autres Rhyparochromidae, ils ont des trichobothries sur la tête. 

## Répartition et habitat
Les Plinthisinae ont une répartition cosmopolite, avec la plus grande diversité dans les zones à climat méditerranéen. Plusieurs espèces sont endémiques d'Afrique du Sud et d'Australie. Ils vivent dans la litière du sol, dans les mousses.

## Biologie
Comme les autres Rhyparochromidae, il s'agit de suceurs de graines, mais ils peuvent également se nourrir de radicelles ou même d'hyphes de moisissures. Leur biologie est toutefois peu connue.

## Systématique
Ce taxon a été créé en 1961 par les entomologistes américains James Alex Slater (1920-2008) et Merrill Henry Sweet (d) en tant que tribu au sein des Rhyparochrominae (qui étaient alors encore considérés comme une sous-famille des Lygaeidae). Au moment de la grande révision des Lygaeoidea par Thomas J. Henry (d) en 1997, tous les Rhyparochromidae sont établis comme une famille à part entière, et, en leur sein, les Plinthisinae sont séparés des Rhyparochrominae sur la base du critère de la membrane séparant les segment 4 et 5 de l'abdomen chez les femelles, alors que la suture est modifiée chez les Rhyparochrominae.
Cette sous-famille ne contient que deux genres, l'un monotypique (avec une seule espèce) et l'autre, Plinthisus, le genre type, avec une centaine d'espèces réparties en six sous-genres. Mais un grand nombre d'espèces non encore décrites figurent dans les collections, et une révision des sous-genres est attendue par les spécialistes, les critères qui les séparent n'étant pas consistants. Au point qu'une espèce récemment découverte dans le Midi de la France n'entre dans aucun de ces sous-genres et a donc été nommée P. heteroclitus, pour signifier relever le mélange de « mélange de caractères apparemment hétéroclites de la nouvelle espèce », « hétéroclite  » signifiant ici « qui est d'un caractère disparate », ou « ne correspondant pas aux catégories admises ». Ainsi, dans les dernières recherches, c'est plutôt le concept de groupes d'espèces qui a été utilisé, et dont plusieurs de ces groupes mériteraient le statut de genre,.
Plinthisus est un genre ancien dont l'étude plus approfondie serait importante pour la connaissance des Rhyparochromidae.

### Fossiles
Aucun fossile appartenant aux Plinthisinae n'a été retrouvé.

### Liste des genres
Selon BioLib (6 décembre 2022), complété à partir de Lygaeoidea Species Files :
- genre Bosbequius Distant, 1904
- genre Plinthisus Stephens, 1829

## Galerie

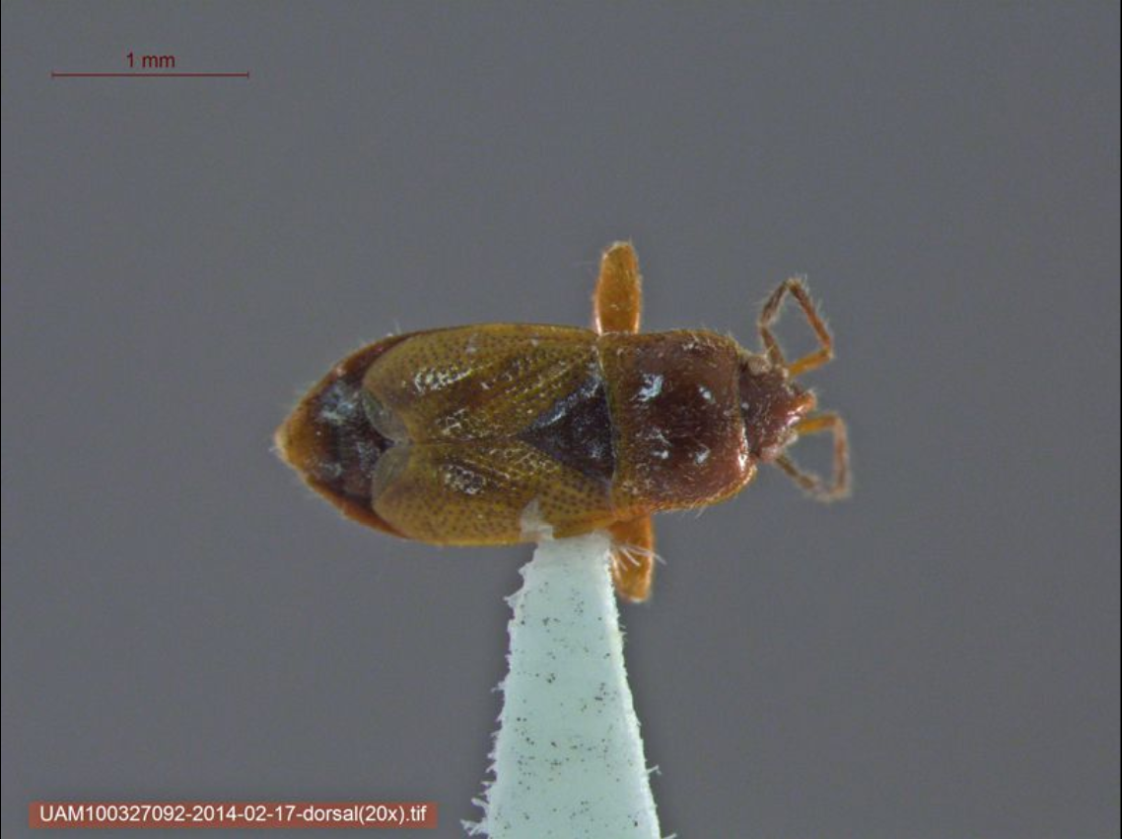
Plinthisus americanus, spécimen au Musée d'Alaska.
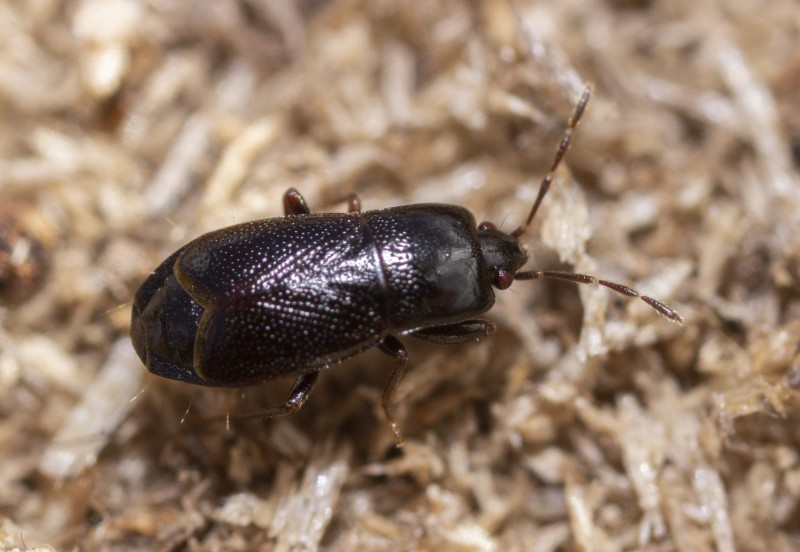
Plinthisus brevipennis, Pays-Bas.
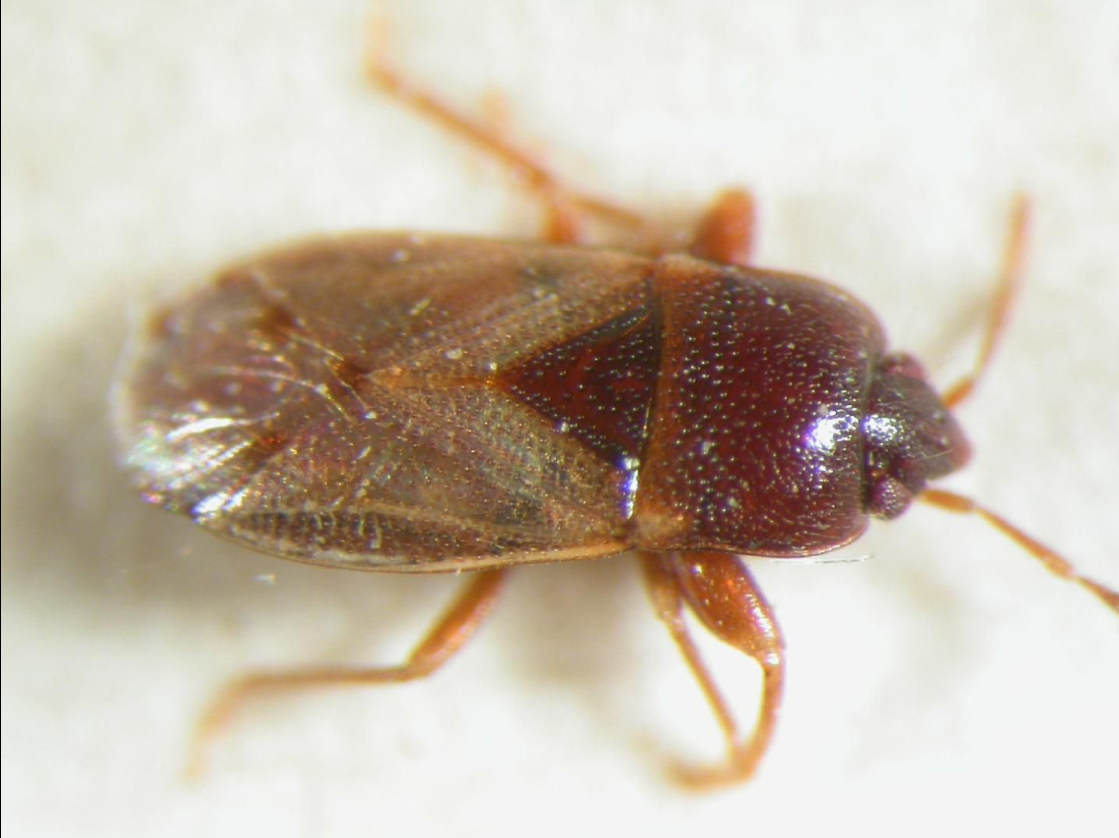
Plinthisus woodwardi, espèce australienne, spécimen du NHML.
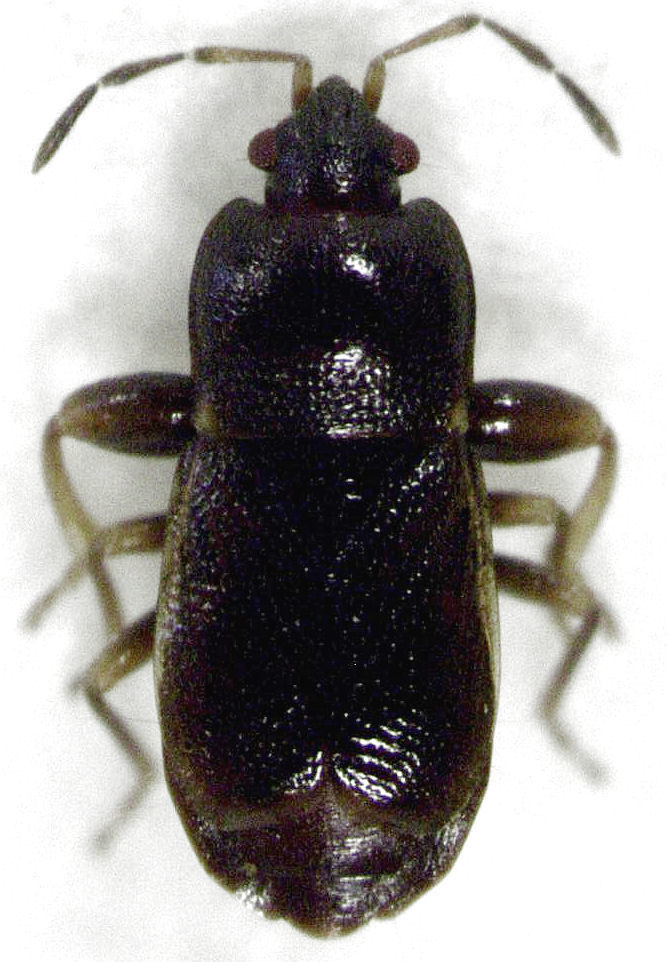
Plinthisus woodwardi, Nouvelle-Zélande.
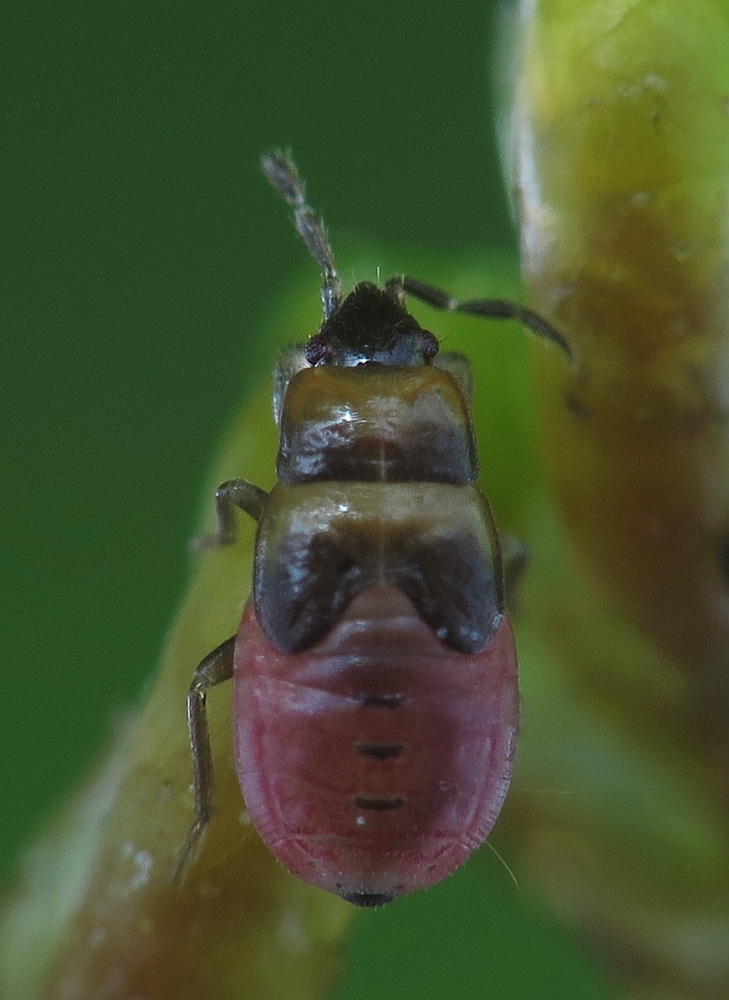
Plinthisus pusillus, juvénile, Finlande.

## Publication originale
- (en) James A. Slater et Merrill H. Sweet, « A Contribution to the Higher Classification of the Megalonotinae (Hemiptera: Lygaeidae) », Annals of the Entomological Society of America, College Park, Société d'entomologie d'Amérique et OUP, vol. 54, no 2,‎ 1er mars 1961, p. 203-209 (ISSN 0013-8746 et 1938-2901, OCLC 1145791, DOI 10.1093/AESA/54.2.203).